# Torus – Das Geheimnis aus einer anderen Welt
Torus – Das Geheimnis aus einer anderen Welt (Originaltitel: Epoch) ist ein Science-Fiction-Fernsehfilm aus dem Jahr 2001 mit David Keith und Stephanie Niznik in den Hauptrollen. Die deutsche Synchronisation erfolgte durch die Firma Hermes Synchron GmbH, Potsdam.
Im Jahr 2003 erschien die Fortsetzung Torus: Evolution.

## Handlung
Ein 800 Meter hoher Monolith, der plötzlich aus dem Boden in der Wüste von Bhutan hochschießt und elektromagnetische Impulse aussendet, ruft US-amerikanische Wissenschaftler und Militärs sowie die chinesische Regierung auf den Plan. Es droht die Gefahr eines Weltkrieges; aber im Innern des hohlen Felsens versucht man bereits das Geheimnis der Evolution zu lüften.
Der 4 Milliarden Jahre alte Monolith, den man fortan ‚Torus‘ nennt, verfügt offenbar über heilende Kräfte: ein an Diphtherie erkrankter bhutanischer Junge wird ebenso geheilt, wie der an unheilbarer ALS leidende Ingenieur Mason Rand. Das Forscherteam will sich Zugang zu dem Monolithen verschaffen, und zwar von der Seite, auf der sich neun kreisförmige Vertiefungen befinden. Mason vermutet richtig, dass diese die neun Planeten repräsentieren. Betrachtet man nämlich das Sonnensystem von oben, so befindet sich zu einer gegebenen Zeit jeder Planet an einer bestimmten Position. Diese zweidimensionalen Koordinaten gilt es jetzt auf die Vertiefungen in der Felswand zu übertragen, indem die ‚Kreise‘ mithilfe zweier Roboterarme gegen den Uhrzeigersinn gedreht werden.
Nachdem sich Rand, Dr. KC Czaban und einige Soldaten Zugang in das Innere des Monolithen verschafft haben, stoßen sie auf eine außerirdische Intelligenz in Form eines Lichtwirbels, der sich in der Höhle frei bewegen kann. Aufgrund von Meinungsverschiedenheiten wird beschlossen, dass Mason Rand und Dr. Czaban die Höhle verlassen und das weitere Geschehen vom Kontrollraum aus beobachten sollen, während die Soldaten unter dem Kommando von Captain Tower weiter vordringen. Als sich der Lichtwirbel ihnen plötzlich nähert schießen die Soldaten auf ihn, und einer von ihren Kameraden verschwindet spurlos. Er wird zunächst für tot erklärt, taucht aber ebenso plötzlich wieder in der Höhle auf, als Rand und Dr. Czaban den Monolithen erneut betreten und ebenfalls Bekanntschaft mit der fremden Intelligenz machen.
Sie werden von dem fremden Wesen in einen vollkommen weißen Raum geführt; der Funkkontakt reißt ab. Es erscheint eine Art holografische Projektion an der Höhlendecke, die ihnen die Absicht der fremden Intelligenz offenbart: sie plant eine erneute Terraformierung mithilfe der DNA, die sie mitbringt – und die auch defekte Zellstrukturen reparieren kann.
Unterdessen haben sich zwei chinesische Kampfjets dem Monolithen genähert und ihn beschossen. Daraufhin sendete die fremde Intelligenz elektromagnetische Impulse aus, die die Flugzeuge trafen und zum Absturz brachten. Wie durch ein Wunder überlebten beide Piloten den Absturz unversehrt und wurden später von den chinesischen Militärs aufgefunden. Auch ein chinesischer Kommandant, der sich den US-Militärs provozierend näherte, daraufhin niedergeschossen wurde und eigentlich hätte tot sein müssen, stand nach kurzer Zeit wieder auf, nachdem sich seine Schusswunde von selbst geheilt hatte.
Die US-Regierung betrachtet die außerirdische Intelligenz als feindlich – im Gegensatz zu dem Forscherteam. So wird auf Anordnung des amerikanischen Präsidenten eine Atombombe im Inneren des Monolithen platziert und der Countdown eingeleitet. Alle noch anwesenden Wissenschaftler und Militärs sollen sich innerhalb einer halben Stunde in eine sichere Entfernung von 10 Kilometern begeben. Aber Mason, Dr. Czaban, Capt. Tower und seine Truppe weigern sich abzuziehen und versuchen stattdessen verzweifelt die Bombe zu entschärfen. Zu ihrem Entsetzen müssen sie erfahren, dass dies unmöglich ist. Trotzdem versuchen Mason und Dr. Czaban bis zuletzt, die Bombe vor Ort zu entschärfen. Im Angesicht des Todes umarmen und küssen sie sich, als darauf die Atombombe explodiert.
Doch die fremde Intelligenz kann die Explosion absorbieren und das Leben der beiden Wissenschaftler retten. Der Monolith ist allerdings instabil geworden und droht zu zerbersten. Quasi im letzten Augenblick schaffen es Mason und Dr. Czaban sich durch einen Sprung von dem rotierenden Monolithen auf die Plattform des Militärforschungsfahrzeugs zu retten und in Sicherheit zu bringen.
Der Monolith explodiert und die fremde Intelligenz entschwindet in den Tiefen des Alls und sucht sich eine neue Welt. Dr. KC Czaban hat vor Erscheinen des Torus versucht, schwanger zu werden, was aber öfter gescheitert ist. Zurück in ihrem alten Leben stellt sie fest, dass der Torus auch sie geheilt hat und sie schwanger aus Bhutan zurückgekehrt ist. Der Vater ist der Ingenieur Mason Rand. Ob die Zeugung im Torus stattgefunden hat, bleibt unklar.

## Synchronisation
| Rolle                       | Darsteller       | Synchronsprecher |
| --------------------------- | ---------------- | ---------------- |
| Mason Rand                  | David Keith      | Detlef Bierstedt |
| Dr. KC Czaban               | Stephanie Niznik | Heike Schroetter |
| Captain Tower               | Brian Thompson   | Tilo Schmitz     |
| Allen Lysander              | Ryan O’Neal      | Bernd Rumpf      |
| Pamela                      | Shannon Lee      | Ulrike Möckel    |
| Colonel Tell                | Steve Bond       | Reinhard Kuhnert |
| Dr. Solomon Holt            | James Avery      | Helmut Krauss    |
| Chinesischer Botschafter Po | James Hong       | Wolfgang Spier   |
| Doktor                      | Eloy Casados     | Michael Telloke  |
| Präsident                   | John McCook      | Christian Rode   |

## Kritiken
„Seriell gestrickter Science-Fiction-Film, der nichts Neues bietet; die Spezialeffekte verweisen auf eine längst vergangen geglaubte Epoche des Metiers.“

„Ein außerirdischer Monolith bedroht die Welt… Prima Grundidee, leider mies getrickst.“